# میشائیل کراوزه
میشائیل کراوزه (انگلیسی: Michael Krause؛ زادهٔ ۲۴ ژوئیهٔ ۱۹۴۶) بازیکن هاکی روی چمن اهل آلمان غربی بود.